# Saint-Romain-de-Benet
Saint-Romain-de-Benet é uma comuna francesa na região administrativa da Nova Aquitânia, no departamento de Charente-Maritime. Estende-se por uma área de 32,78 km². Em 2010 a comuna tinha 1 751 habitantes (densidade: 53,4 hab./km²).